# Stanisław Wężyk (oficer)
Stanisław Wężyk (ur. 7 października 1886 w Boiskach k. Radomia, zm. 19 grudnia 1950 w Gdyni) – podpułkownik artylerii Wojska Polskiego.

## Życiorys
31 marca 1924 roku Prezydent RP Stanisław Wojciechowski na wniosek ministra spraw wojskowych, gen. dyw. Władysława Sikorskiego awansował go na podpułkownika ze starszeństwem z dniem 1 lipca 1923 roku i 1. lokatą w korpusie oficerów artylerii. W 1924 r. pełnił służbę w 28 pułku artylerii polowej. Z dniem 31 maja 1925 roku został przeniesiony w stan spoczynku. Mieszkał w Warszawie-Żoliborzu przy ul. Śmiałej 37.
W czasie kampanii wrześniowej na polecenie pułkownika Stanisława Dąbka, dowódcy Lądowej Obrony Wybrzeża, zorganizował i objął dowództwo nad Gdyńskimi Kosynierami.
19 września 1939 roku, po kapitulacji Kępy Oksywskiej, trafił do niemieckiej niewoli. Do 1945 roku przebywał w Oflagu VIII B w Srebrnej Górze, a następnie IX A Spangenberg. Podczas oswobadzania obozu przez Amerykanów cudem uniknął śmierci. Przez półtora roku, nie będąc zidentyfikowanym, leżał nieprzytomny w szpitalu.
Po powrocie do kraju był szykanowany przez funkcjonariuszy Urzędu Bezpieczeństwa, aresztowany i więziony. Zmarł w 1950 r., po ciężkiej chorobie. Pochowany na cmentarzu miejskim w Gdyni. Ówczesne władze nie zezwoliły na pochówek na terenie cmentarza Obrońców Wybrzeża. Grób pozbawiony jest informacji o randze oficera i jego zasługach.